# Michio Takahashi
Pour les articles homonymes, voir Takahashi.
Michio Takahashi est un joueur de shōgi professionnel japonais né le 23 avril 1960 à Tokyo.
Michio Takahashi a remporté les titres majeurs de Kio (en 1986), du Judansen (en 1987) et de Ōi (trois fois).

## Biographie et carrière
Michio Takahashi est né en avril 1960 à Tokyo.
Il est devenu professionnel en juin 1980 et  a été classé 9e dan à partir d'avril 1990.
Il a remporté :
- trois fois le titre de Ōi : en 1983 contre Kunio Naitō, en 1985 contre Hifumi Katō et en 1986 contre Kunio Yonenaga ;
- le titre de Kio en 1986 contre Koji Tanigawa ;
- le titre de Judan en 1987 contre Bungo Fumikaki (le Judansen devint le Ryuo en 1988) ;
- la Nihon Shogi series en 1988 contre Hifumi Katō.

Michio Takahashi a été challenger du Meijin en 1992 contre Makoto Nakahara.